# ريناتا ماورو
ريناتا ماورو (بالإيطالية: Renata Mauro)‏ هي مقدمة تلفزيونية ومغنية وممثلة إيطالية، ولدت في 17 مايو 1934 في ميلانو في إيطاليا، وتوفيت في 28 مارس 2009 في بييلا في إيطاليا.

## وصلات خارجية
- ريناتا ماورو على موقع IMDb (الإنجليزية)
- ريناتا ماورو على موقع ميوزك برينز (الإنجليزية)
- ريناتا ماورو على موقع أول ميوزيك (الإنجليزية)
- ريناتا ماورو على موقع ديسكوغز (الإنجليزية)
- ريناتا ماورو على موقع قاعدة بيانات الفيلم (الإنجليزية)